# Воробьи (деревня, Демидовский район)
Воробьи — деревня в Демидовском районе Смоленской области России. Входит в состав Воробьёвского сельского поселения. Население — 22 жителя (2007 год). 
Расположена в северо-западной части области в 24 км к северо-востоку от Демидова, в 27 км северо-восточнее автодороги Р133 Смоленск — Невель. В 67 км южнее деревни расположена железнодорожная станция Смоленск на линии Москва — Минск.

## История
В годы Великой Отечественной войны деревня была оккупирована гитлеровскими войсками в июле 1941 года, освобождена 17 сентября 1943 года подраздедлениями 940-го стрелкового полка 262-й стрелковой дивизии Калининского фронта.